# Чорна Річка (Челябінська область)
Чорна Річка (рос. Чёрная Речка) — селище в Саткинському районі Челябінської області Російської Федерації.
Населення становить 178 осіб (2010). Входить до складу муніципального утворення Саткинське міське поселення.

## Історія
Згідно із законом від 17 листопада 2004 року органом місцевого самоврядування є Саткинське міське поселення .

## Населення
| 2002 | 2010 |
| ---- | ---- |
| 196  | ↘178 |